# Bernardia brevipes
Bernardia brevipes är en törelväxtart som beskrevs av Johannes Müller Argoviensis. Bernardia brevipes ingår i släktet Bernardia och familjen törelväxter. Inga underarter finns listade i Catalogue of Life.